# Let's Go Crazy (chanson de Prince)
Pour les articles homonymes, voir Let's Go Crazy.
Singles de Prince
When Doves Cry
(1984) Purple Rain
(1984)
Let's Go Crazy est une chanson de Prince et The Revolution. La chanson a été publiée en single le 18 juillet 1984 via le label Warner Bros. Records, second single extrait de l'album Purple Rain.
Let's Go Crazy est l'une des chansons les plus populaires de Prince, et est presque toujours interprétée en concert et souvent enchaînée sans interruption sur un autre titre. Lors de sa sortie en single, le titre est devenu le second à atteindre la première place au Billboard Hot 100, ainsi qu'au Hot R&B/Hip-Hop Songs et au Hot Dance Club Songs. Le single a été certifié disque d'or par la Recording Industry Association of America le 7 novembre 1984.
L'extension Special Dance Mix de la chanson a été interprétée dans une version légèrement modifiée dans le film Purple Rain. Le titre contient une partie instrumentale plus longue dans le milieu, y compris un solo sur un air de piano et quelques textes confus, répétant l'introduction du titre.

## Reprises
- Le groupe Incubus a repris le titre sur leur compilation Monuments and Melodies parue en 2009.
- Le groupe de punk rock Riverboat Gamblers a repris le titre qui a été inclus sur l'album hommage Purplish Rain en 2009. La chanson a été offerte en téléchargement gratuit par le magazine Spin[3].
- Le groupe Green Day a interprété le titre durant leur tournée 21st Century Breakdown World Tour.
- La guitariste Orianthi Panagaris a interprété le titre durant la tournée Glam Nation Tour d'Adam Lambert.

## Liste des titres
Toutes les versions ont été publiées par Warner Bros. Records.

### Vinyle 7"
| A. | Let's Go Crazy | 3:46 |
| B. | Erotic City    | 3:53 |

### Vinyle 12"
| A. | Let's Go Crazy (Edit (PRO-A-2173) / Special Dance Mix (PRO-A-2182 )) | 7:35 |
| B. | Let's Go Crazy (Album Version)                                       | 4:40 |

| A. | Let's Go Crazy (Special Dance Mix)                       | 7:35 |
| B. | Erotic City ("Make Love Not War Erotic City Come Alive") | 7:24 |

| A1. | Let's Go Crazy (Extended Version) | 7:35 |
| A2. | Take Me with U                    | 3:51 |
| B.  | Erotic City                       | 7:24 |

## Charts
| Pays             | Chart                        | #  | Réf   |
| ---------------- | ---------------------------- | -- | ----- |
| États-Unis       | Billboard Hot 100            | 1  | [ 1 ] |
| États-Unis       | Hot R&B/Hip-Hop Songs        | 1  | [ 1 ] |
| États-Unis       | Hot Dance Club Songs         | 1  | [ 1 ] |
| États-Unis       | Mainstream Rock Tracks chart | 22 | [ 1 ] |
| Royaume-Uni      | UK Singles Chart             | 7  | [ 5 ] |
| Pays-Bas         | MegaCharts                   | 11 | [ 6 ] |
| Nouvelle-Zélande | Rianz                        | 13 | [ 7 ] |